# 一木清直
一木 清直（いちき きよなお、1892年（明治25年）10月16日 - 1942年（昭和17年）8月21日）は、日本の陸軍軍人。陸軍士官学校卒（28期）。旧名は加藤 清直。

## 略歴
- 1892年 - 長野県下伊那郡市田村（現高森町）の旧飯田藩で御典医を務めた加藤家の二男に生まれる[4]。
- 1916年 - 陸軍士官学校(28期)卒、陸軍歩兵少尉に任官、歩兵第57連隊附
- 1918年 - 陸軍歩兵中尉
- 1926年 - 陸軍歩兵大尉
- 1927年 - 歩兵第57連隊中隊長
- 1928年 - 千葉県茂原農学校配属[5]
- 1930年 - 一宮実業学校配属[5]
- 1931年 - 歩兵第57連隊機関銃隊長[5]
- 1933年 - 陸軍歩兵学校（甲）学生
- 1934年 - 陸軍歩兵少佐
- 1935年 - 陸軍歩兵学校教官
- この頃までに静岡県袋井市の一木修平の一人娘、秀子と結婚し姓が一木となる[6]。
- 1936年5月 - 支那駐屯歩兵第1連隊第3大隊長
- 1937年7月7日 - 盧溝橋事件[注 2]
- 1938年 - 陸軍歩兵中佐、陸軍歩兵学校教官
- 1939年 - 兼・陸軍戸山学校教官
- 1940年 - 陸軍歩兵学校材料廠長
- 1941年 - 陸軍大佐、歩兵第28連隊長
- 1942年
  - 5月5日 - ミッドウェー島占領部隊の「一木支隊」支隊長（大陸命第625号）[8][9]
  - 5月14日 - ミッドウェー作戦により一木支隊は輸送船2隻（善洋丸、南海丸）に分乗して広島県宇品を出撃する[10]。
  - 5月25日 - サイパン島到着、同地でミッドウェー島攻略を想定した上陸訓練をおこなう[11]。
  - 5月28日 - 第二水雷戦隊（司令官：田中頼三少将）に護衛されてサイパンを出発する[11]。
  - 6月5日 - 軍旗祭をおこなうが、日本海軍はミッドウェー海戦で大敗していた[11]。
  - 6月13日 - グアム島到着[注 3]。以後二か月ちかく同島に滞在する[11]。
  - 8月6日 - 帰還命令が出され、翌7日に輸送船2隻（ぼすとん丸、大福丸）に分乗してグアムを出発する[13]。
  - 8月12日 - 行く先が二転三転した末にトラック泊地着、第十七軍の隷下となる[11]。
  - 8月16日 - 一木支隊は先遣隊と第二梯団に分割され、一木大佐は先遣隊916名を率いて高速の駆逐艦6隻に分乗、トラック泊地を出撃する[11]。速射砲など重火器を装備した一木支隊第二梯団は低速の輸送船2隻に分乗し[14]、第二水雷戦隊護衛下で同時にトラック泊地を出撃する[15]。
  - 8月18日 - 深夜、一木支隊先遣隊はガダルカナル島タイボ岬に上陸、ヘンダーソン基地奪回を目指して西進する[11]。
  - 8月20日 - 護衛空母ロングアイランドが戦闘機と急降下爆撃機をヘンダーソン飛行場に空輸、米軍は制空権を掌握する[16]。ガ島にむかっていた一木支隊第二梯団は、反転退避する[17]。
  - 8月21日 - ガダルカナル島の戦いのイル川渡河戦（米国名：テナルの戦い）で一木支隊先遣隊は壊滅し[11]、一木大佐も督戦中に死亡[18]。同日付で陸軍少将に進級[1]。
- 1943年 - 日本陸軍が陸軍少将進級を発表[注 4]。

## エピソード
秀子夫人の親戚には一木喜徳郎がおり、二・二六事件に際しては喜徳郎の要請を受けて彼の下で軍事情勢に明るい臨時の私設秘書として助言に当たっている。
盧溝橋事件当時、牟田口廉也連隊長の指揮下で中国軍陣地への発砲命令を受けた際に「本当に発砲しろという命令ですね」と確認の記録を残している。盧溝橋では永定河中州に進出し、29軍と交戦している。
ミッドウェー作戦ではミッドウェー島占領部隊として一木支隊（約2,400名）を率い、第二聯合特別陸戦隊（司令官大田實海軍少将）の指揮下にあった。辻政信（当時、陸軍中佐。大本営陸軍部作戦課・作戦班長）によれば、一木支隊は、海軍独力でのミッドウェー島占領は無理だろうと考え、応援に派遣した陸軍部隊であるという。
一木支隊の編成は下記の通り。
- 歩兵第28連隊 本部
- 歩兵第28連隊 第1大隊
- 歩兵第28連隊 連隊砲第1中隊
- 歩兵第28連隊 速射砲中隊
- 工兵第7連隊 第1中隊
- 独立速射砲第8中隊
- その他、通信隊、衛生隊、輜重隊

8月7日に連合軍がガダルカナル島とフロリダ諸島に来襲してガダルカナル島の戦いがはじまると、一木支隊は海軍の要請もありガダルカナル島奪回作戦に投入された。グアム島からトラック泊地へ輸送船で移動し、同地で一木大佐直率の先遣隊916名と後続部隊（第二梯団）約1500名に分割される。第十七軍（司令官百武晴吉陸軍中将、参謀長二見秋三郎陸軍少将）より飛行場奪回命令をうけた一木支隊先遣隊は駆逐艦6隻に分乗し8月16日出発、8月18日深夜になりガダルカナル島へ上陸した。同8月21日未明、一木支隊先遣隊はヘンダーソン飛行場を目指してイル川を渡河したところ、アメリカ海兵隊が守備するイル川西岸陣地に突入することになり、大損害を受ける。つづいて一木支隊先遣隊は米軍が投入した戦車部隊によって包囲殲滅された（イル川渡河戦）　。一木大佐も戦死したが、詳しい死亡状況は不明（後述）。

## 最期の状況
ミッドウェー作戦失敗後の6月13日、一木大佐と一木支隊は同行していた第二聯合特別陸戦隊（司令官大田實海軍少将）と共にグアム島（日本軍名、大宮島）に到着した。第二艦隊（司令長官近藤信竹中将）からの指揮を解かれ、グアム島での待機を命じられた。これは作戦失敗を秘匿する意味もあった。続いて内地に帰投し、その後はアリューシャン諸島のアッツ島に配備予定であったという。
1942年（昭和17年）8月7日、一木支隊は輸送船2隻（ぼすとん丸、大福丸）に分乗し、第4駆逐隊司令有賀幸作大佐指揮下の駆逐艦2隻（嵐、萩風）に護衛されてグアム島を出発、サイパン島を経由して内地にむかうことになった。
その日、連合軍はガダルカナル島とフロリダ諸島に来攻してガダルカナル島の戦いが始まる。第八艦隊の重巡洋艦部隊は第一次ソロモン海戦で大勝し、大本営および現地陸海軍は予定通りポートモレスビー作戦を遂行することになった。一木支隊に対しては南東方面の作戦に従事させる旨を内報し、グァム島待機を命じた。
大本営からの命令で船団はたびたび目的地を変更したあと、8月12日夕刻トラック泊地に到着した。
8月13日、南東方面の日本軍（海軍の第十一航空艦隊と第八艦隊、陸軍の第十七軍）は協議をおこない、「ガ島の米軍兵力詳細不明なるも有力部隊ではない」「時間がたてば不利になるので、一木支隊と海軍陸戦隊を8月18日にガ島へ上陸させ急速奪還に決す」と発令した。
8月14日、日本軍は「キ」号作戦を発動する。
8月16日朝、一木大佐以下支隊先遣隊（キ号作戦挺身隊）916名は有賀大佐指揮下の陽炎型駆逐艦6隻（嵐、萩風、浦風、谷風、浜風、陽炎）に分乗してトラック泊地を出撃した。一木支隊の士気は、非常に高かったという。なお一木支隊第二梯団約1500名は輸送船（ぼすとん丸、大福丸）に分乗し、第二水雷戦隊（司令官田中頼三少将）護衛下で一木支隊先遣隊と同時にトラック泊地を出撃、速力8.5ノットでガダルカナル島に向かった（先遣隊より4日遅れた8月22日ガ島上陸予定）。海軍陸戦隊を乗せた輸送船金龍丸も第二梯団を追及しており、途中で合流している。
8月18日夜、一木支隊先遣隊はガダルカナル島タイボ岬に到着し、8月19日午前0時までに上陸した。一木支隊先遣隊は軍旗を奉持し、携帯弾薬は各自250発、糧食は約一週間分であった。
日本陸軍は一木支隊の練度に自信をもっており、飛行場占領を疑っていなかった。
第17駆逐隊（浦風、谷風、浜風）はラビの戦いに従事するため命令どおり撤収し、援護のために残った駆逐艦は3隻（嵐、萩風、陽炎）になった。このあと「萩風」はB-17型重爆の攻撃で大破し「嵐」に護衛されてトラック泊地に撤退、ガ島に残ったのは「陽炎」1隻となった。
同時期、ヘンダーソン基地に取り残されていたアメリカ海兵隊は食糧不足と物資不足に悩まされつつ、鹵獲した日本軍のロードローラーやトラックを活用して飛行場を復旧しつつあった。護衛空母「ロングアイランド」がガダルカナル島に接近し、同島ヘンダーソン飛行場にF4Fワイルドキャット戦闘機 19機とSBDドーントレス急降下爆撃機 12機を進出させた。南東方面部隊指揮官（第十一航空艦隊司令長官）はアメリカ軍機動部隊発見の報告により一木支隊第二梯団に反転退避を命じ、基地航空部隊と外南洋部隊海上兵力に対応を命じた。宇垣纏連合艦隊参謀長は「彼の企図は飛行機運搬にありしか。但し之は全機と認むるを得ず、更に同様の特空母二の矢として同様任務に服しあるやも知れず。／本移動せる飛行機を速に撃破し尚敵の飛行場使用を不可能ならしむる如く空襲夜間砲撃等現下の急務たり。根を卸さしむべからずと焦慮するも出先は仲々思ふ通りに動かず。」と記録している。
一方、一木支隊先遣隊は夜間に前進し、昼間に待機休養するという方式でヘンダーソン飛行場に向け進撃した。
アメリカ海兵隊側の観察では、一木支隊先遣隊は機関銃、火炎放射器、軽野戦砲などを有しており、精兵であったと評価している。上陸地点のタイボ岬から2昼夜を費やし、ヘンダーソン飛行場東方約3キロにあるイル川河口付近に進出した。一木支隊先遣隊の上陸は、コースト・ウォッチャーズ（沿岸監視員、ジェイコブ・C・ヴォウザ曹長のほか、現地人を含む諜報部隊）によって米軍海兵隊に通報されていた。一木支隊先遣隊の斥候部隊は、情報にもとづき待ち伏せしていた海兵隊の攻撃で全滅状態となった。

8月20日22時30分より、一木支隊先遣隊はエドウィン・ポロック中佐率いる第1海兵連隊第2大隊のイル川（テナル河）西岸陣地に夜襲を決行する。
同20日深夜から8月21日未明にかけての戦闘で、一木支隊先遣隊は幾度か強襲や迂回攻撃を試みるも、河西岸に設けられたアメリカ海兵隊の陣地を突破できなかった。
さらに迫撃砲や榴弾砲の集中射撃により、一木支隊先遣隊は大きな損害を受けた。一木支隊先遣隊の小数兵はアメリカ海兵隊の橋頭堡に突入して白兵戦が繰り広げられたが、最終的に夜襲を断念し、イル川東岸の海岸付近に後退した。日の出後、アメリカ海兵隊はイル川上流から迂回渡河して支隊残存兵を東南方より包囲圧迫、さらにM3軽戦車を投入して掃討を開始する。21日15時（米国側記録では14時に主な戦闘は終了、負傷兵15名を捕虜としたとされている）、死者行方不明者777名を出したところで軍旗を奉焼し自決したとされている。なお一木大佐の死因が自決については、どうにか連隊本部に合流できた30名余りの負傷兵の誰もが連隊旗を所持せず（米国側の記録にも連隊旗の所在は記載が無い）、一木支隊長の最期を確認していないため日本側の戦闘詳報では「一五〇〇　連隊旗を奉焼し自決」となっている。「自決」ではなく「戦死」との米側記録も一部に見られ、確かな状況は分かっていない。
8月28日、大本営陸軍部の辻政信陸軍中佐は、軍令部で一木大佐の最期について語った。大本営海軍部の高松宮宣仁親王（海軍中佐、昭和天皇弟宮）は以下のように記述している。
アメリカ海兵隊に従軍記者として同行した作家リチャード・トレガスキーはガダルカナル上陸当初から記録をとっており、のちに『ガダルカナル日記』として公表した。8月20日から21日にかけてのテナル河攻防戦についての描写や記載もある。
1943年（昭和18年）7月、陸軍省は少将進級を公表した。

## 栄典
- 1942年（昭和17年）8月21日 - 正五位・従四位[88]